# Municipio de Boychínovtsi
El municipio de Boychínovtsi (búlgaro: Община Бойчиновци) es un municipio búlgaro perteneciente a la provincia de Montana.
En 2011 tiene 9272 habitantes, el 86,87% búlgaros y el 11,61% gitanos. La capital municipal es Boychínovtsi y la localidad más poblada es Lejchevo.
Se ubica en el este de la provincia y su término municipal limita con la provincia de Vratsa.

## Localidades
| Localidad    | Cirílico    | Población (diciembre de 2009) |
| ------------ | ----------- | ----------------------------- |
| Boychínovtsi | Бойчиновци  | 1648                          |
| Beli Breg    | Бели брег   | 119                           |
| Beli Brod    | Бели брод   | 247                           |
| Erden        | Ерден       | 561                           |
| Gromshin     | Громшин     | 865                           |
| Kobilyak     | Кобиляк     | 339                           |
| Lejchevo     | Лехчево     | 1922                          |
| Madan        | Мадан       | 861                           |
| Marchevo     | Мърчево     | 905                           |
| Ohrid        | Охрид       | 474                           |
| Palilula     | Палилула    | 70                            |
| Portitovtsi  | Портитовци  | 451                           |
| Vladimirovo  | Владимирово | 1453                          |
| Total        |             | 9915                          |